# Campionato Italiano Rally 2018
Il Campionato Italiano Rally 2018 si snoda su 8 gare distribuite su tutto il territorio nazionale.

## Il calendario
| Tappa | Data                  | Rally                                | Sede Rally      | Validità     | Vincitore          |
| ----- | --------------------- | ------------------------------------ | --------------- | ------------ | ------------------ |
| 1     | 22 - 24 Marzo         | Rally del Ciocco e Valle del Serchio | Forte dei Marmi | CIR/PROD/JUN | Paolo Andreucci    |
| 2     | 12 - 14 Aprile        | Rally di Sanremo                     | Sanremo         | CIR/PROD/JUN | Paolo Andreucci    |
| 3     | 3 - 5 Maggio          | Rally Targa Florio                   | Palermo         | CIR/IND/JUN  | Andrea Nucita      |
| 4     | 24 - 26 Maggio        | Rally dell'Isola d'Elba              | Isola d'Elba    | CIR/PROD/JUN | Paolo Andreucci    |
| 5     | 30 Giugno - 1º Luglio | Rally di San Marino                  | San Marino      | CIR/IND/JUN  | Daniele Ceccoli    |
| 6     | 20 - 22 Luglio        | Rally di Roma Capitale               | Roma            | CIR/PROD/JUN | Aleksej Luk'janjuk |
| 7     | 22 - 23 Settembre     | Rally dell'Adriatico                 | Cingoli         | CIR/PROD/JUN | Umberto Scandola   |
| 8     | 11 - 13 Ottobre       | Rally Due Valli                      | Verona          | CIR/PROD     | Luca Rossetti      |

### Classifica campionato piloti assoluta
Classifiche aggiornate al 13 ottobre 2018.
| Pos | Pilota            | CIO  | SRE  | TFL  | ELB  | SMR  | RCT  | ADR  | DVL  | Punti |
| --- | ----------------- | ---- | ---- | ---- | ---- | ---- | ---- | ---- | ---- | ----- |
| 1   | Paolo Andreucci   | 15   | 15   | 12   | 15   | Rit. | Rit. | 0    | 15   | 72    |
| 2   | Umberto Scandola  | Rit. | 10   | 10   | 12   | 3    | Rit. | 22,5 | 9    | 66,5  |
| 3   | Andrea Crugnola   | 12   | 5    | Rit. | 10   | Rit. | 6    | 12   | 18   | 63    |
| 4   | Simone Campedelli | 10   | 12   | Rit. | Rit. | 12   | 0    | 18   | Rit. | 52    |
| 5   | Giacomo Scattolon | NP   | 4    | 5    | 5    | NP   | 12   | NP   | Rit. | 26    |
| 6   | Rudy Michelini    | 6    | Rit. | 4    | 8    | NP   | Rit. | NP   | 7,5  | 25,5  |
| 7   | Luca Panzani      | 3    | 3    | 6    | 6    | 5    | Rit. | NP   | NP   | 20    |
| 8   | Antonio Rusce     | 4    | 0    | 3    | 0    | NP   | 10   | Rit. | 0    | 17    |
| 9   | Marco Pollara     | Rit. | Rit. | 1    | 1    | NP   | 8    | NP   | Rit. | 10    |
| 10  | Giuseppe Testa    | Rit. | NP   | 2    | 6    | NP   | Rit. | NP   | NP   | 8     |
| 11  | Andrea Dalmazzini | NP   | NP   | NP   | 2    | NP   | 5    | NP   | Rit. | 7     |
| 12  | Federico Santini  | 1    | 0    | Rit. | NP   | NP   | NP   | NP   | NP   | 1     |
| 12  | Kevin Gilardoni   | Rit. | 1    | 0    | 0    | NP   | 0    | NP   | NP   | 1     |
| Pos | Pilota            | CIO  | SRE  | TFL  | ELB  | SMR  | RCT  | ADR  | DVL  | Punti |

| Colore  | Risultato                |
| ------- | ------------------------ |
| Oro     | Vincitore                |
| Argento | 2º posto                 |
| Bronzo  | 3º posto                 |
| Verde   | Finito a punti           |
| Blu     | Finito senza punti       |
| Blu     | Non classificato (NC)    |
| Viola   | Ritirato (Rit)           |
| Nero    | Squalificato (SQ)        |
| Nero    | Escluso (ES)             |
| Bianco  | Non ha gareggiato        |
| Bianco  | Iscrizione ritirata (WD) |
| Bianco  | Non partito (NP)         |
| Bianco  | Gara cancellata (C)      |

### Classifica campionato Costruttori assoluta
| Pos | Costruttore | CIO | SRE | TFL | ELB | SMR | RCT | ADR  | DVL | Punti |
| --- | ----------- | --- | --- | --- | --- | --- | --- | ---- | --- | ----- |
| 1   | Ford        | 20  | 13  | 8   | 16  | 12  | 15  | 18   | 18  | 120   |
| 2   | Škoda       | 8   | 16  | 10  | 12  | 15  | 20  | 22,5 | 12  | 115,5 |
| 3   | Peugeot     | 15  | 15  | 13  | 16  | 8   | 0   | 0    | 15  | 82    |
| Pos | Costruttore | CIO | SRE | TFL | ELB | SMR | RCT | ADR  | DVL | Punti |